# Lerins lärlingar i Brasilien
Lerins lärlingar i Brasilien  är en svensk dokumentärserie på TV som hade premiär på SVT 27 mars 2019. Serien är en uppföljare till Lerins lärlingar. I Lerins lärlingar i Brasilien ska Lars Lerin, precis som i tidigare i säsong, i sin konstskola lära ut konst till 13 personer med funktionsnedsättningar. Denna gång är konstskolan dock inte förlagd i Karlstad utan i Rio de Janeiro  i  Brasilien.